# カフカース首長国
カフカース首長国（カフカースしゅちょうこく、チェチェン語: Имарат Кавказ、ロシア語: Кавказский эмират）は、チェチェン独立派武装勢力のイスラーム過激派組織。または彼らは独立国家であると主張するが国際的に未承認の国家。コーカサス・イスラム首長国とも。

## 概要
2007年10月31日に、チェチェン独立派勢力「チェチェン・イチケリア共和国」の第5代「大統領」のドク・ウマロフが突如「アミール」を自称し建国を宣言した自称国家である。国家の領域としては従来のチェチェン・イチケリア共和国を一地方とし、北カフカースの広域を領有すると主張している。
ロシア連邦からのチェチェンの独立とイスラム国家の建設を目指して数々のテロリズムを実行しており、イスラム原理主義を標榜して活動している勢力である。

## 活動歴
第二次チェチェン紛争終結以後も、2009年11月にモスクワ・サンクトペテルブルク間列車爆破テロを、2010年3月にモスクワ地下鉄爆破テロを、2011年1月にドモジェドヴォ空港爆破事件を引き起こしウェブサイトの「カフカス・センター」に犯行声明を掲載している。
2010年8月1日にカフカス・センターが、アスランベク・ヴァダロフが2代目のアミールに正式に就任したことを発表したが、数日後にドク・ウマロフがこれを否定している。
2013年7月、ソチオリンピック開催を批判した。
2014年3月にカフカス・センターが、ドク・ウマロフが殺害されアリアシャブ・ケベコフ（アリ・アブ・モハメド）が新たな首長に就任したことを発表し、同年4月8日にロシア連邦保安庁長官もウマロフを殺害したことを認めた。その後、ウマロフ同様、ケベコフや後継のマゴメド・スレイマノフ、スレイマノフの後継ザリム・シェブズクホブもロシア治安部隊の手によって死亡しており、2016年8月17日に幹部と指導者は不在となった。カフカース首長国はシリア内戦で戦闘を続けるISILに合流した為事実上の壊滅となった。

## ロシア政府の対応
ロシア政府では2006年にテロリズム対策法と国家反テロ委員会が制定され、対策をとっている。

## テロ組織指定
現在カフカース首長国をテロ組織指定しているのはロシア、アメリカ合衆国、イギリス、カナダ、アラブ首長国連邦、国際連合である。
| 国家・組織       | 指定日         | 出典   |
| ---------------- | -------------- | ------ |
| ロシア           | 2010年2月8日   | [ 5 ]  |
| アメリカ合衆国   | 2011年5月26日  | [ 6 ]  |
| 国際連合         | 2011年7月29日  | [ 7 ]  |
| イギリス         | 2013年12月     | [ 8 ]  |
| カナダ           | 2013年12月24日 | [ 9 ]  |
| アラブ首長国連邦 | 2014年11月15日 | [ 10 ] |

## 歴代首長の一覧
| 代 | 氏名                     | 就任日         | 退任日        | 備考                                                               |
| -- | ------------------------ | -------------- | ------------- | ------------------------------------------------------------------ |
| 1  | ドク・ウマロフ           | 2007年10月31日 | 2013年9月7日  | 在任中に殺害                                                       |
| -  | アフメド・ザカエフ       | 2007年11月23日 | 2009年8月23日 | チェチェン・イチケリア共和国内閣議長、対抗勢力（ロシア政府に投降） |
| -  | アスランベク・ヴァダロフ | 2010年8月1日   | 2010年8月13日 | 対抗勢力（2016年11月5日、ISILに合流する為渡航先のトルコで逮捕。）  |
| 2  | アリアシャブ・ケベコフ   | 2014年3月18日  | 2015年4月19日 | 在任中に殺害                                                       |
| 3  | マゴメド・スレイマノフ   | 2015年7月2日   | 2015年8月11日 | 在任中に殺害                                                       |
| 4  | ザリム・シェブズクホブ   | 2015年8月12日  | 2016年8月17日 | 在任中に殺害                                                       |

出典：worldstatesmen.org - Chechnya

## 関連人物
- ドク・ウマロフ（1964年 - 2013年 ）
- アスランベク・ヴァダロフ（1971年 - ）